# Доисторическая Италия
Доисторический период в истории Италии охватывает период со времени появления первых людей на территории Италии и до появления первых письменных культур — этрусков, греческих колоний и Древнего Рима.
Самые важные свидетельства присутствия человека в этот период были найдены в Лигурии, Ломбардии (наскальные рисунки в Валькамонике) и на Сардинии (нураги). Самой известной находкой, наверно, является Эци или Симилаунский человек, материальное свидетельство антропологического характера, обнаруженное в Эцтальских Альпах (ледник Симилаун, 3200 м над уровнем моря) на границе Италии и долины Эцталь австрийского Тироля (на итальянском склоне, в провинции Больцано). Радиоуглеродный анализ определил его возраст примерно в 5300 лет. Это относит его к медному веку, переходному периоду между неолитом и бронзовым веком.

## Палеолит и эпипалеолит
Доказательством присутствия на Апеннинском полуострове гоминид в раннем плейстоцене (1,3—1,6 млн л. н.) является находка каменных орудий в Пирро 13 (Пирро Норд, Апричена, Фоджа, Южная Италия). В Апулии найдены кремнёвые орудия возрастом 1,7 млн лет.
Древнейшим из человеческих останков, обнаруженных в Италии, является диафиз бедренной кости гейдельбергского человека из Веноза-Нотаркирико (область Базиликата, Южная Италия), который датируется возрастом 661—614 тыс. лет назад. Молочный зуб гейдельбергского человека из пещерного местонахождения Изерния ля Пинета (Изерния, Молизе) возрастом 561—583 тыс. лет. 
Близ Чепрано была обнаружена черепная крышка человека вида Homo cepranensis. Возраст окаменелости находится в пределах от 350 тыс. до 500 тыс. лет. Несколько зубов гейдельбергского человека из Фонтана Рануччио (Фрозиноне, Лацио) датируются возрастом 458 тыс. лет назад. Костные останки Homo erectus из Пофи (Фрозиноне, Лацио) датируются возрастом 400 — 500 тыс. лет. Четыре зуба и фрагмент челюсти из Визольяно (Фриули) вида Homo erectus или Homo heidelbergensis датируются возрастом 400 — 500 тыс. лет. По мнению антропологов, зубы из местонахождений Фонтана Рануччио и Визольяно возрастом 450 тыс. л. н. (морская изотопная стадия MIS 12) имеют неандертальские особенности в своём строении.
Орудия из слоновой кости, найденные в Кастель-ди-Гвидо, датируются возрастом примерно 400 тыс. лет.
Возрастом более 300 тыс. лет датируются каменные орудия со стоянки Куарто-делле-Чинфонаре (Quarto delle Cinfonare) в Лацио, которые использовали гоминины для вскрытия раковин моллюсков и разделки туш животных.
Вторую плюсневую кость (SdD2) и фрагмент бедренной кости человека вида Homo heidelbergensis, найденные в Седия дель Дьяволо (Рим), датируют возрастом 295–290 тыс. лет назад.
Неандертальские черепа Саккопасторе датируются возрастом около 250 тыс. лет. Древнейший неандерталец, из которого удавалось извлечь генетическую информацию, это человек из Альтамуры, живший 130,1 тыс. — 172 тыс. лет назад. Около 170 тыс. лет назад на стоянке Поджетти Векии (Pogetti Vecchi) на юге Тосканы неандертальцы для изготовления деревянных орудий использовали огонь.
Зубами Broion 1 (Рипаро-Бройон, Лонгаре, Виченца), San Sebastiano 1 (Рокча-Сан-Себастьяно, Мондрагон, Казерта) и Cavallo D (Гротта дель Кавалло, Лечче) представлены последние неандертальцы Италии. Зуб неандертальца Riparo Broion 1 со стоянки Рипаро-Бройон (Виченца, Северо-Восточная Италия) датируется возрастом 48 тыс. лет до настоящего времени. Последовательность митохондриальной ДНК человека из Riparo Broion 1 попадает в известную генетическую вариацию позднеплейстоценовых неандертальцев.
Анализ трёх молочных зубов, принадлежащих детям-неандертальцам, жившим между 70 000 и 45 000 лет назад на Северо-Востоке Италии (De Nadale Cave, Broion Cave, Fumane Cave), показал, что они начали есть твёрдую пищу в возрасте от пяти до шести месяцев.
Второй левый нижний молочный моляр RSS1 из мустьерского слоя грота Рочча-Сан-Себастьяно (Roccia San Sebastiano) в регионе Кампания (коммуна Мондрагоне в провинции Казерта) принадлежал неандертальцу 9–12 лет, жившему 44 810 — 44 230 лет назад.
В известняковой пещере Гротта дель Кавалло на полуострове Салентина (Апулия) в слое с орудиями культуры улуццо в 1964 году были обнаружены два зуба сапиенса, которые датируются возрастом 43—45 тыс. лет назад. Представители улуццианской культуры из пещеры Гротта дель Кавалло при изготовлении охотничьих метальных орудий (копий, стрел для лука) использовали в качестве вкладышей микролиты в форме полумесяца или серпа, прикреплённые с помощью сложного клея, в состав которого входили охра, растительная смола и пчелиный воск. Подобные вкладыши были обнаружены в Восточной Африке, но нет археологических свидетельств, указывающих на их путь из Восточной Африки в Европу
Второй левый нижний молочный моляр RSS2 из слоя с индустрией Улуццо грота Рочча-Сан-Себастьяно на западе Апеннинского полуострова принадлежал кроманьонцу 4—6 лет, жившему около 42 640 — 42 380 лет назад.
В пещере Фумане в коммуне Фумане в слое возрастом 41 110 — 38 500 лет (протоориньяк) был обнаружен молочный зуб человека разумного, у которого определили митохондриальную гаплогруппу R*. Нижний резец из Riparo Bombrini это современный человек-протоориньякец.
В пещере Пальиччи обнаружены древнейшие останки кроманьонцев в Италии, относящиеся к ориньякской и граветтской культурам, около 34 тыс. — 28 тыс. лет назад (некалиброванная датировка). У представителя граветтской культуры Paglicci 12 определили митохондриальную гаплогруппу U8c. У образца Paglicci 133 из пещеры Пальиччи в Италии (34—31 тыс. л. н.) была определена Y-хромосомная гаплогруппа I и митохондриальная гаплогруппа U8c.
В позднем палеолите территорию Италии занимала эпиграветтская культура. Окончание последнего оледенения затронуло Италию в гораздо меньшей степени, чем расположенные к северу от неё регионы, поэтому здесь довольно долго, вплоть до прибытия носителей неолитических технологий, сохранялись пережитки палеолита, известные под названием эпипалеолит.
У эпиграветтского образца Le Mura 1 из пещеры Гротта делле Мура (Grotta delle Mura, 17 320—16 910 лет до настоящего времени) в Апулии определили митохондриальную гаплогруппу U2'3'4'7'8'9 и Y-хромосомную гаплогруппу I2a1a1-CTS595. У эпиграветтца из карстового навеса Рипаро-Тальенте (Riparo Tagliente) в провинции Верона, жившего около 16 тыс. л. н., определили митохондриальную гаплогруппу U2'3'4'7'8'9 и Y-хромосомную гаплогруппу I2. У позднего эпиграветтского индивида San Teodoro 2 из сицилийской пещеры Сан-Теодоро определили митохондриальную гаплогруппу U2'3'4'7'8'9. У образцов San Teodoro 3 и San Teodoro 5 (15 322—14 432 л. н.) определена митохондриальная гаплогруппа U5b2b. У образца San Teodoro 3 определена Y-хромосомная гаплогруппа I2a2 (ISOGG, version 10.107). В этой группе людей Сан-Теодоро 3 наиболее тесно сгруппировался с фавиньянским образцом Oriente C и с людьми позднего верхнего палеолита/мезолита из Гротта Континенца (Grotta Continenza) в Центральной Италии. У эпиграветтского образца Ориенте С с острова Фавиньяна (Эгадские острова) определили митохондриальную гаплогруппу U2'3'4'7'8'9. У образца Villabruna 1 (ок. 14 тыс. л. н.) из локации Рипари Виллабруна в Северной Италии определена митохондриальная группа U5b2b и Y-хромосомная гаплогруппа R1b1a-L754* (xL389,V88).
У образца Arene Candide 16 (10 810±65 л. н.) из пещеры Арене Кандиде (Финале-Лигуре) определили митохондриальную гаплогруппу U5b1.

## Мезолит
У образца AVH-1 (10,211—9,91 тыс. л. н.) из пещеры Арма Вейрана (Arma Veirana) в Лигурийских Альпах определили митохондриальную гаплогруппу U5b2b.
Палеогенетиками на Сицилии выявлен значительный поток генов из Юго-Восточной Европы между ранним и поздним мезолитом.

## Неолит и медный век
Начиная с 6 тыс. до н. э. территорию Италии активно колонизирует культура кардиальной керамики (импрессо), возможно, североафриканского происхождения, принесшая с собой некоторые неолитические технологии. Название культуры связано с тем, что её керамика была украшена отпечатками раковин «кардиум». Это была культура мореплавателей и рыбаков, активно осваивавшая прибрежные, а затем и речные регионы. Из Италии данная культура распространилась на территорию Иберии и Франции, а также на запад, в Адриатику (Адриатическое море к востоку от Италии), где крайней точкой её распространения было поселение Сескло, давшее название другой, конкурирующей неолитической культуре из группы культур расписной керамики. Ранненеолитические сицилийские земледельцы генетически наиболее близки были к фермерам, которые жили на Балканах и в Греции, и несут максимум ~7% генома сицилийских мезолитических охотников-собирателей. У представителей культуры кардиальной керамики из Ripabianca di Monterado в провинции Анкона определены Y-хромосомные гаплогруппы J2a2-PF5008 и J2a1a-M67.
Около 5000 года до н. э. начинается движение на запад культуры Сескло. Её носители проникают на юг Италии, где вытесняют носителей кардиальной керамики и основывают культуру Матера-Остуни. Позднее на её базе развились ряд других культур, в том числе Капри-Риполи.
Около 3800 года до н. э. на юг Италии проникает новая группа пришельцев с востока. Они основывают, в частности, культуры Серра д’Альто, Диана, Гаудо, Кастеллуччо, Пьяно-Нотаро, Бону-Игину. Далее эти пришельцы двигаются в Испанию, где основывают раннюю культуру Лос-Мильярес, Замбужаль, а также поздних балеарских гипогеев.
На протяжении всего неолита и последующего медного века практически синхронно происходило развитие доисторических Мальты и Сицилии.
На Сардинии почти все исследованные генетиками древние сардинцы происходили от ранних земледельцев острова вплоть до первого тысячелетия до нашей эры, за исключением образца из 3-го тысячелетия до нашей эры, который имел в основном североафриканское происхождение и, наряду с приблизительно одновременным ему иберийским образцом, документирует небольшой поток генов из Северной Африки в Европу в эпоху халколита. Появление на Сардинии нураг не совпало с появлением на острове каких-либо новых генетических линий. У образца I16170 (Italy_Sardinia_MBA, 3337 л. н.) определили Y-хромосомную гаплогруппу I2a1a1a1a1b~-Y21970 и митохондриальную гаплогруппу H3. К 2200 году до н. э. на Сицилию из Иберии попадает степной генетический компонент. В середине 2-го тысячелетия до н. э. на Сицилию попадает генетический компонент иранских земледельцев. После бронзового века на Сицилии произошла масштабная смена популяций. Основная иммиграция в Сардинию началась, по данным палеогенетиков, в 1-м тысячелетии до нашей эры.

## Бронзовый век

### Камуны
Камуны — древний народ, происхождение которого точно не установлено (Плиний Старший их относит к эвганеям, а Страбон к ретам), осевший в долине Валь-Камоника (досл. Долина Камунов).
Культура древних камунов, занимавшихся преимущественно охотой, пастбищным скотоводством и сельским хозяйством, достигла своего наивысшего расцвета во времена Железного века благодаря многочисленным рудникам, расположенным в Вал Камоника.
Большой интерес историков к этой народности вызван также многочисленными наскальными рисунками в долине Валь Камоника, то есть в местах проживания камунов. Их обнаружено примерно 350 000 (самая высокая плотность наскальных рисунков в Европе). Они относятся к промежутку времени от мезолита до Средневековья, то есть лишь небольшая их часть имеет отношение к собственно камунскому народу. Одним из самых известных петроглифов считается «камунская роза», которая была принята в качестве официального символа области Ломбардия.
Камуны обладали, скорее всего, своим особенным языком. На нём не сохранилось ни книг, ни текстов, только надгробные и наскальные надписи, составленные с использованием северо-этрусского алфавита.

### Строители нурагов
Зародившись и развившись на Сардинии, культура нурагов распространилась также и на Корсику. Она охватывает временной промежуток от начала Бронзового века (с 1700 до н. э.) и вплоть до II века н. э., в римскую эпоху. Своим названием эта культура обязана характерным башням-нурагам, которые являются её самыми красноречивыми памятниками, и стали продуктом эволюции предшествовавшей мегалитической культуры, создававшей дольмены и менгиры.
Нурагические башни считаются учеными самой многочисленной и хорошо сохранившейся группой мегалитических памятников Европы. Остаётся открытым вопрос об их назначении: их рассматривали как монументальные гробницы, жилища гигантов, укрепления, печи для плавки металла, тюрьмы или храмы, посвященные культу солнца.
Будучи воинами и мореплавателями, сарды торговали с другими средиземноморскими народами. В многочисленных нурагических комплексах были обнаружены драгоценные предметы. Такие как: кусочки балтийского янтаря, бронзовые статуэтки (бронзетто), изображающие воинов, обезьян и др. африканских животных, большое количество медных слитков, широко распространенных в восточном средиземноморье, оружие и др. предметы восточной отделки, микенская керамика. Данные находки показывают, что эта цивилизация была не закрытой, а характеризовалась значительным культурным и торговым обменом с другими народами. Недавние исследования доказывают, что с большой долей вероятности, среди «народов моря», атаковавших Египет Рамзеса III, народом «ШаРДаН» могли быть сарды. К этой же точке зрения склоняются исследования проводимые в Израиле Университетом Хайфы (проф. Адам Церталь): раскопки в Эль-Ахвате обнаружили явные культурные параллели с нурагической Сардинией. Похоже, что постройки в Израиле были созданы людьми, связанными с нурагической культурой или, по крайней мере, с ней знакомыми.
Сардская цивилизация создала не только характерные нурагические комплексы, но и многочисленные другие архитектурные сооружения : таинственные храмы, названные Священные Колодцы (считается, что они были посвящены «святой воде» и связаны с астрономическими и лунными циклами), гробницы гигантов, храмы мегароны, некоторые постройки спортивного и юридического характера, а также необычные бронзовые статуи, очень изысканные для своего времени. Среди них и бронзовые нурагические кораблики, обнаруженные в некоторых значительных этрусских захоронениях на важном месте, что выявляет сильную культурную, а может даже династическую связь нурагической и этрусской цивилизаций. На протяжении длительного времени эта культура была одной из самых влиятельных в западном Средиземноморье и, впоследствии, сосуществовала на острове с чужими культурами (финикийской, карфагенской и римской), не будучи при этом ими ассимилирована. Это говорит от том, что в основе нурагической культуры лежала мощная идентичность, устойчиво передававшаяся потомкам.

### Культура Террамаре
Одной из самых значительных доиндоевропейских культур на севере Италии, до прихода кельтов, была культура Террамаре.
Они жили в деревнях, которые строились согласно определенному плану. Дома в этих деревнях сооружались из древесины и ставились на сваи. Деревни имели четырёхугольную форму, располагались на суше рядом с речными руслами, и улицы в них пересекались под прямым углом согласно заранее составленному проекту, что было характерно для укрепленных поселений.
Представители культуры Террамаре расселились по Паданской равнине (особенно вдоль течения реки Панаро, между Моденой и Болоньей) и по остальной Европе. Цивилизация, связанная с этими поселениями, получила развитие в середине и конце Бронзового века, между XVII и XII веками до н. э..
Представители культуры Террамаре области Эмилия-Романья являлись живым воплощением торговли Бронзового века. Их поселения располагались вдоль торгового пути, пересекавшего Альпы через долину Камоника, достигавшего берегов реки По, где в характерных для них деревнях сооружались склады и порты для отправки товара по реке к её устью, в Адриатику, восточное Средиземноморье, Эгейское море, Крит, Малую Азию, Сирию, Египет. Этим товаром был, например, янтарь из Балтийского моря или олово из Рудных гор.
В своих постройках они использовали технику строительства на сваях на озёрах севера и центра Италии. Эта техника строительства домов на суше, и при этом на сваях, была специально приспособлена для создания постоянных поселений вдоль берегов рек, часто подверженных разливам. Цель строительства в таких неблагоприятных зонах наверняка была связана с речной торговлей.
В качестве фундамента из свай служил ясень, пол настилали из еловых досок; из тополиных брусьев, покрытых тростником, делали крышу; из сплетенных веток ореха сооружали стены. Для того чтобы пол не пропускал воду, его покрывали глиной, а стены для защиты от холода покрывали смесью глины и коровьего навоза.
Широкие торговые связи означали, что народ Террамаре подвергался культурным влияниям других центральноевропейских и средиземноморских народов. Так, ближе к концу периода Террамаре носители этой культуры под влиянием жителей центральной Европы стали кремировать своих умерших.
В XII веке до н. э. экспансия иллирийских народов на Балканах и в Адриатике прервала поступления олова в Средиземноморье через Альпы. Исчезновение поселений Террамаре в XII веке до н. э. также могло быть вызвано падением спроса на янтарь и общей остановкой торговли в восточном Средиземноморье, что, в свою очередь, произошло из-за нашествия народов моря. Также пути поступления янтаря из долины Камоника переместились в Тироль (что способствовало возникновению венетской атестинской культуры).
В последующие века жители Террамаре покидали свои поселения в пользу торгового пути у подножия Апеннинских гор, который затем превратился в Эмилиеву дорогу.
Несмотря на временную разницу в несколько веков, культура Террамаре, скорее всего, родственна последующим культурам Виллановы и этрусков. На самом деле сложная техника дренажных работ, техника строительства плотин, канализации и системы стоков не могли появиться в этрусских городах ниоткуда, кроме как от народа Террамаре, который всегда занимался такими работами.
Связь террамарийцев с культурой Вилланова прослеживается также в обычае кремации покойников, который распространялся из центральной Европы по янтарному пути, боковое ответвление которого и представляла культура Виллановы. Ведь по этому пути янтарь доставлялся и на Сардинию, где процветала цивилизация нурагов.

### Культура Вилланова
Название происходит от населенного пункта Вилланова (округ Кастеназо), который находится недалеко от Болоньи, где между 1853 и 1856 гг. Джованни Годзадини (1810—1887) обнаружил остатки некрополя.
Основной характеристикой культуры Виллановы, включая предшествующую культуру «протовиллановы» (XII—X вв. до н. э.) конца Бронзового века, было погребение путём кремации, когда пепел умерших помещался в двуконические урны (этот способ захоронения схож с чертами культуры «полей погребальных урн» придунайских равнин, в то время как индоевропейские племена практиковали ритуал захоронения умерших в земле).
Недалеко от поселений, некоторые из которых в этот период достигали беспрецедентных размеров и заслужили название протогородов, располагались зоны захоронения с характерными могилами в виде ям, или «колодцев», внутри выложенными булыжником и каменными плитами.
Типичная двуконическая погребальная урна была снабжена двумя горизонтальными ручками в самом широком её месте (одна ручка всегда была разбита, возможно, из ритуальных мотивов). Урны закрывались перевернутой миской или, в некоторых мужских захоронениях, шлемами.
Погребальные принадлежности могли включать лошадиные удила, изогнутые бритвы (с лезвием в виде полумесяца), извивающиеся «фибулы» (закрытые одёжные булавки), большие булавки и оружие для мужчин или части поясов, фибулы в виде лука, спирали для волос и ткацкие принадлежности для женщин. Кроме самих урн и их крышек, в захоронениях почти не встречаются другие керамические предметы. Для урн характерно большое разнообразие форм, их стенки очень толстые (для этого необходима высокая температура обжига, что говорит о значительной специализации ремесел). Украшены они гравировкой, которая наносилась инструментами с несколькими лезвиями. Преобладают геометрические мотивы.
Хижины и другие жилые постройки (насколько это можно заключить по следам, обнаруженным во время раскопок, и по урнам, сделанным в виде хижин) строились по эллиптическому, круговому, прямоугольному или квадратному плану из дерева и глины. Дверные проходы делались в самой узкой стороне дома; чтобы выпускать дым очага, проделывались отверстия в крыше, а в некоторых хижинах делали окна.
Поначалу их общество было слабо расслоено, занималось сельским хозяйством и животноводством, но постепенно профессиональные ремёсла (особенно металлургия и производство керамики) позволили накопить богатства и заложили основу разделения общества на классы.
Начиная с IX века до н. э. население начинает покидать возвышенности, которые исходя из соображений обороны были заселены в предыдущий период, предпочитая плоскогорья и прилегающие холмы, для того чтобы лучше использовать сельскохозяйственные и минеральные ресурсы. Поселения в этот период характеризуются своей большей концентрацией и расположением вблизи от естественных путей сообщения и естественных речных, озерных и морских причалов.
В области Тоскана и в северной части области Лацио непрерывный демографический рост и постоянные контакты, не всегда мирные, с другими доисторическими поселениями привели к рождению больших населенных центров путём слияния даже не близко расположенных деревень. Начиная с IX в. до н. э. таким образом закладываются основы поселений, которые затем превратятся в большие этруские города, как, например, Вольтерра, Кьюзи, Ветулония, Орвието, Вульчи, Розелле, Тарквиния, Черветери, Вейи.

### Культура Полада
Культура Полада или культура свайных построек, распространённая на территории Северной Италии, по происхождению родственна культуре культуре Ремеделло и вучедольской культуре. Датируется XIV—XIII вв. до нашей эры.